# Neolebias
Neolebias is een geslacht van straalvinnige vissen uit de familie van de hoogrugzalmen (Distichodontidae).

## Soorten
- Neolebias ansorgii Boulenger, 1912
- Neolebias axelrodi Poll & Gosse, 1963
- Neolebias gossei (Poll & Lambert, 1964)
- Neolebias gracilis Matthes, 1964
- Neolebias kerguennae Daget, 1980
- Neolebias lozii Winemiller & Kelso-Winemiller, 1993
- Neolebias philippei Poll & Gosse, 1963
- Neolebias powelli Teugels & Roberts, 1990
- Neolebias trewavasae Poll & Gosse, 1963
- Neolebias trilineatus Boulenger, 1899
- Neolebias unifasciatus Steindachner, 1894